# Affaire de l'or des Scythes

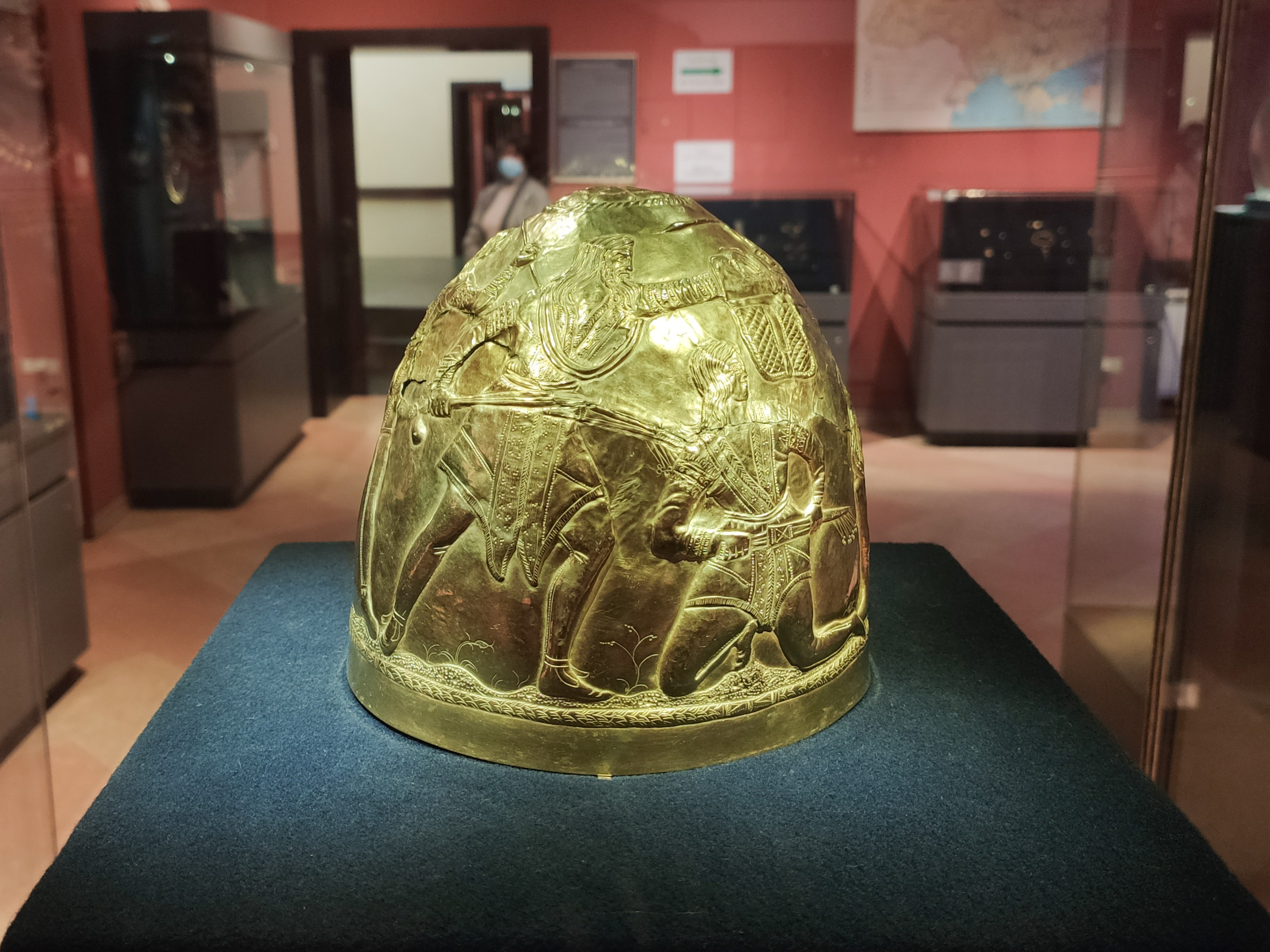
Casque d'or scythe du IVe siècle av. J.-C. trouvé près de, dans l'oblast de Donetsk, une des pièces présentées lors de l'exposition d'Amsterdam et retournées en Ukraine dès 2014. Trésor du musée national de l'histoire de l'Ukraine, 2021.

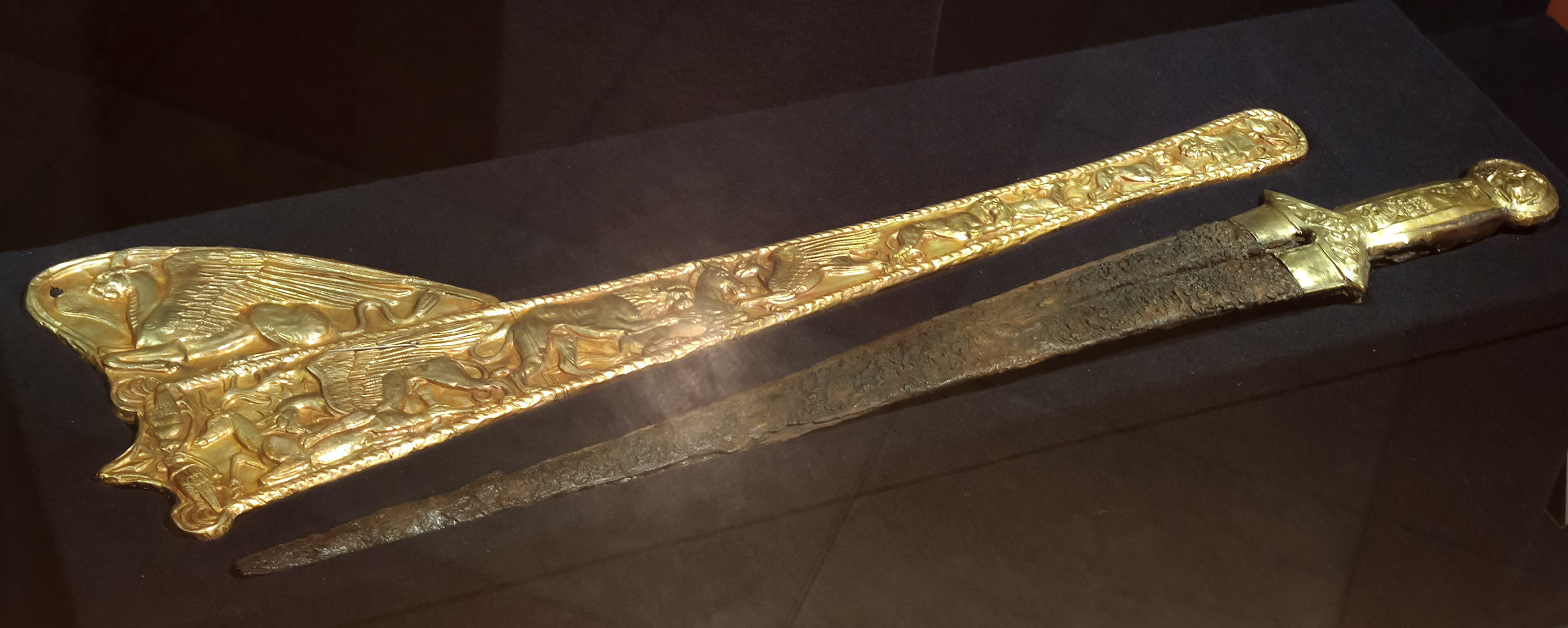
Acinace scythe à fourreau doré du, trouvé sur le site de Tovsta Mohyla, également présenté à Amsterdam et retourné en Ukraine en 2014. Trésor du musée national de l'histoire de l'Ukraine, 2021.

L'affaire de l'« or des Scythes » porte sur une collection de pièces archéologiques constituée à partir des fonds de six institutions muséales d'Ukraine et dont le cadre chronologique s'étend de l'Antiquité jusqu'au haut Moyen Âge. Cet ensemble a été présenté au public en Allemagne, au musée régional rhénan de Bonn, du 3 juillet 2013 au 20 janvier 2014, puis du 7 février au 31 août 2014 aux Pays-Bas, au musée Allard-Pierson, avec le soutien de l'université d'Amsterdam et sous le titre Crimée : or et secrets de la mer Noire (en néerlandais : De Krim. Goud en geheimen van de Zwarte Zee) ou L'Or des Scythes (en anglais : Scythian Gold).
Après l'invasion puis l'annexion de la Crimée par la Russie au début de l'année 2014, cette collection a fait l'objet d'un litige juridique entre l'Ukraine, le musée Allard-Pierson et les institutions muséales de Crimée. En septembre 2014, les pièces provenant des musées de Kiev et d'Odessa ont été restituées à la partie ukrainienne. En décembre 2016, le tribunal d'Amsterdam a jugé en première instance que celles qui provenaient de Crimée devaient aussi revenir à l'Ukraine et non à la Crimée sous occupation russe, jugement confirmé en appel en octobre 2021. En juin 2023, la Cour suprême des Pays-Bas a conclu définitivement en faveur de la restitution de la totalité de la collection à l'Ukraine.
Le 27 novembre 2023, l'« or des Scythes » est revenu en Ukraine, à Kiev, où il reste conservé.

## Objet et contexte de l'affaire

### Collection
La collection est issue de celles de six institutions muséales ukrainiennes. Quatre d'entre elles, situées en Crimée, ont fourni un apport cumulé de quelque 565 pièces, correspondant à 2 111 unités d'inventaire :
- le musée d'histoire et d'archéologie de Bakhtchyssaraï (uk), à hauteur de 215 pièces, pour 1 442 unités ;
- le musée d'archéologie de Kertch, pour 190 pièces, soit 190 unités ;
- le musée central de Tauride, pour 132 pièces, totalisant 451 unités ;
- le musée national de Chersonèse Taurique, à hauteur de 28 pièces, soit 28 unités[3].

Ont également contribué :
- le trésor du musée national de l'histoire de l'Ukraine, pour 19 pièces[4] ;
- le musée d'archéologie d'Odessa[5].

La collection met en lumière l'histoire ancienne de la Crimée, qui a constitué pendant des siècles un carrefour entre groupes ethniques et cultures, civilisations urbaines et nomades, Orient et Occident. Casque en or massif du IVe siècle av. J.-C., poignards de cérémonie, bijoux, cercueils couverts de laque de Chine, pierres précieuses, œuvres d'arts décoratifs et appliqués, articles ménagers (cuillères, assiettes, pichets) et pièces d'armement forment un ensemble représentatif de trois cultures historiques et ethniques de Crimée : les Scythes, les Sarmates et les Goths,,.
Le cadre chronologique couvert s'étend de la période antique au haut Moyen Âge. La contribution du musée central de Tauride, en particulier, est constituée d'objets découverts sur le territoire de Néapolis-la-Scythe : ornements de harnais sarmates en bronze et en argent, vases-bassins en stuc du IVe siècle, etc. Les pièces fournies par le musée de Bakhtchyssaraï sont issues, quant à elles, des fouilles de la nécropole d'Oust-Almyn, sur le site funéraire de Suvlu-Kai,
L'archéologie des Scythes a elle-même une histoire de plusieurs siècles. La collection de 240 pièces réunie par Pierre le Grand à Saint-Pétersbourg à partir de 1716 y est longtemps restée une référence. Remise au musée de l'Ermitage en 1857, elle fait figure en Russie de trésor archéologique « national ».

### Expositions
Du 3 juillet 2013 au 20 janvier 2014, la collection est présentée au musée régional rhénan de Bonn. Au cours de cette période, l'exposition est visitée par plus de 53 000 personnes,,,,.
Du 7 février au 31 août 2014, la collection se transporte au musée Allard-Pierson pour y être exposée, avec le soutien de l'université d'Amsterdam, sous le titre en néerlandais : De Krim. Goud en geheimen van de Zwarte Zee (« Crimée : or et secrets de la mer Noire »), ou en anglais : Scythian Gold (« L'Or des Scythes »). Elle devait retourner en Ukraine en juin 2014. Mais l'invasion russe en république autonome de Crimée et l'annexion de celle-ci par la fédération de Russie ont conduit à un litige juridique quant à savoir à qui devait revenir la propriété de la partie criméenne de la collection — à l'Ukraine en tant qu'État organisateur, ou aux musées de Crimée qui ont contribué à l'organisation des expositions,,,,.

## Déroulement de l'affaire
(mai 2024).

### Déclarations
Selon l'accord conclu, avant l'annexion de la Crimée par la Russie, entre les musées impliqués, les collections en cause — dont les quelque 565 pièces totalisaient une valeur de 1 438 625 euros — appartenaient entièrement à l'Ukraine. Les contrats passés entre les musées de Crimée et le musée Allard-Pierson en reconnaissaient la propriété à l'État ukrainien et une lettre de garantie du ministère des Affaires étrangères des Pays-Bas, datée du 25 avril 2013, garantissait leur inviolabilité,.

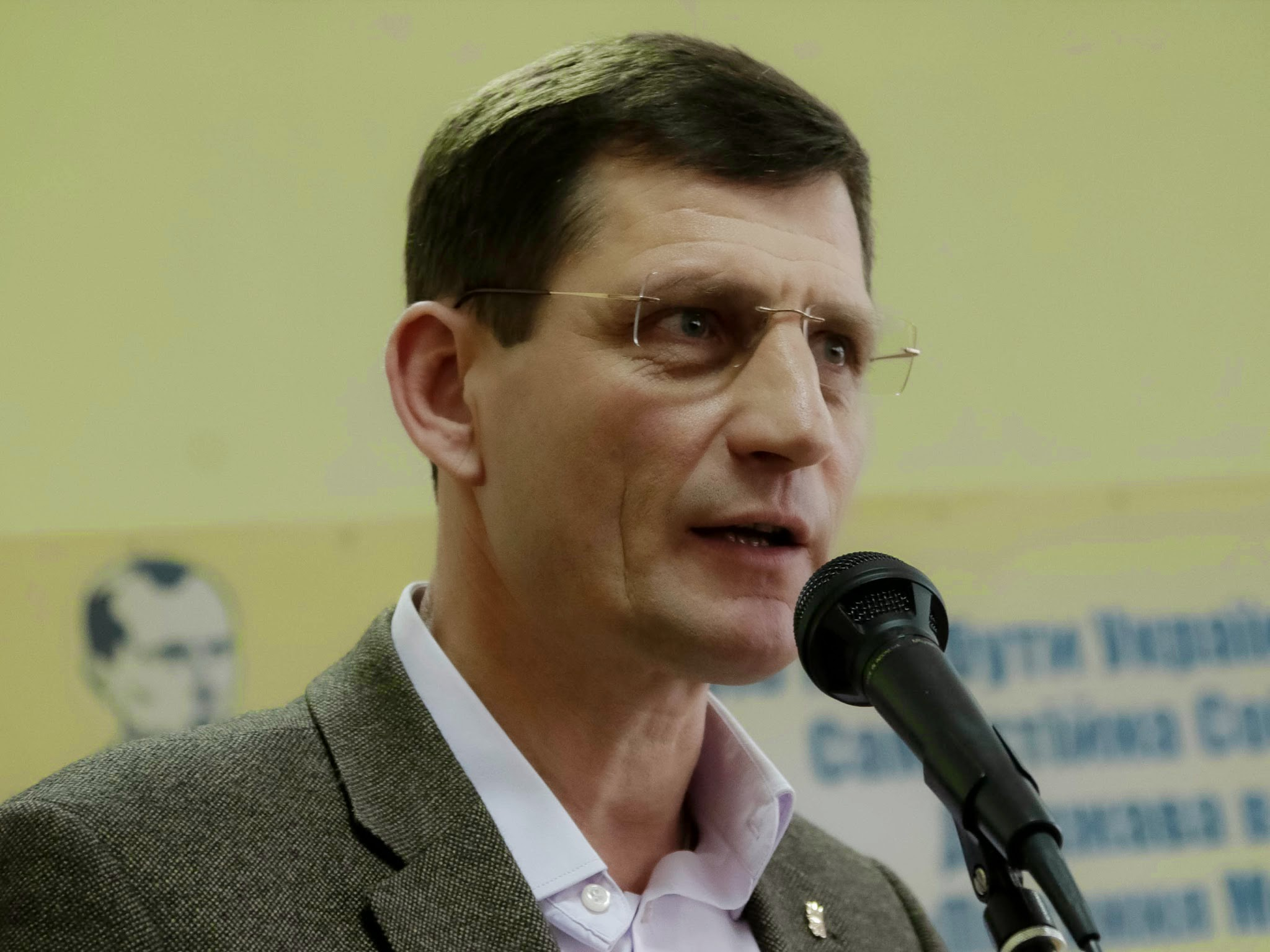
Oleksandr Sytch en 2015.

Cependant, le 24 mars 2014, le vice-Premier ministre ukrainien chargé des Affaires sociales, Oleksandr Sytch, fait état d'une tentative russe pour emporter la collection au musée de l'Ermitage. En réaction, le gouvernement ukrainien place les pièces de musée sous l'autorité directe de son ministère de la Culture,.
Le 26 mars, le musée Allard-Pierson annonce demander conseil aux juristes de l'université d'Amsterdam sur la question du retour des objets de l'exposition à leurs propriétaires légitimes ; dans les jours qui suivent, le ministère néerlandais des Affaires étrangères fait de même. Le 28 mars, son homologue ukrainien demande la garantie du retour à l'Ukraine des pièces fournies par les musées de Crimée,,, ; le 7 avril, le ministre, Andriy Dechtchytsia, déclare que les autorités d'occupation de Crimée ne recevront pas la collection d'or scythe. Le 9 mai, une lettre de garantie de l'université d'Amsterdam confirme l'Ukraine dans la propriété des pièces.
Le 13 mai, le ministère ukrainien de la Culture affirme que tant que durera l'occupation, les objets provenant des musées criméens devront être conservés au musée national de l'histoire de l'Ukraine, à Kiev. Une semaine plus tard, le ministre russe de la Culture (en), Vladimir Medinski, déclare que la Russie considérerait la non-restitution des objets de l'exposition comme un « vol qualifié »,,.
En juin, le musée Allard-Pierson décide de prolonger l'exposition jusqu'à l'automne de l'année en cours,,,,. Dans le même temps, le musée de Kertch organise une pétition en faveur du retour des pièces en Crimée,,,. Le 20 août, le musée amsterdamois annonce qu'il ne transmettra les objets de l'exposition à aucune des parties avant une décision de justice,,. La situation est qualifiée de « complexe et unique »,. Le lendemain, le ministre ukrainien de la Culture, Ievhen Nychtchouk, annonce l'intention de la partie ukrainienne de se pourvoir en justice en vue d'obtenir le transfert des pièces vers des musées ukrainiens, à titre conservatoire,,,,,,.
Le 29 août, la ministre ukrainienne déléguée à la Culture pour l'intégration européenne, Svitlana Fomenko, prédit le retour à l'Ukraine des objets en litige pour le mois d'octobre,,. Des médias russes accusent le Premier ministre ukrainien d'avoir exporté en secret « l'or des Scythes » vers les États-Unis,,,,,, imputation qualifiée d'« absurde » par le musée national de l'histoire de l'Ukraine,,,,,.

### Retour d'une partie de la collection en Ukraine
En septembre 2014, les Pays-Bas restituent à l'Ukraine les 19 pièces provenant du trésor du musée national de l'histoire de l'Ukraine. Le 9 septembre, elles sont exposées dans ce musée,,,,,,.
Le 29 décembre, le ministre de la Culture de la république de Crimée annonce son intention de défendre personnellement le retour de l'« or des Scythes » en Crimée.

### Procès en première instance
Le 21 janvier 2015, s'ouvre aux Pays-Bas le procès intenté par les musées de Crimée au musée Allard-Pierson en vue du retour de certains joyaux historiques à la Crimée,,,. Le 19 février, une délégation moscovite dévolue à cet objectif est envoyée en Crimée,,,. Le 8 avril, l'Ukraine est reconnue comme l'une des parties à la procédure judiciaire,,,.
Le 20 avril, un représentant de l'Unesco annonce que l'organisation est dans l'impossibilité d'apporter une assistance juridique à la fédération de Russie dans cette procédure,,,, parce qu'elle considère la république autonome de Crimée et la ville de Sébastopol comme territoire ukrainien et que les objets du patrimoine culturel appartiennent à l'Ukraine,.
Le 12 mai, la Rada adopte une adresse aux États généraux du royaume des Pays-Bas, demandant le soutien des parlementaires néerlandais à la partie ukrainienne. Le texte a pour auteur le député Serhiy Tarouta,,,,.
Le 21 mai, le tribunal d'Amsterdam prolonge le délai accordé à la partie ukrainienne pour fournir une réponse écrite jusqu'au 1er juillet. Le ministère ukrainien de la Justice confirme la fourniture d'informations avant le 1er juillet,,. Le 26 juin, le Premier ministre ukrainien Arseni Iatseniouk appelle le ministère de la Culture à utiliser tous les moyens juridiques en vue du retour de l'« or des Scythes »,,,,. Le 4 août, le vice-Premier ministre et ministre de la Culture Viatcheslav Kyrylenko annonce un retour imminent des collections et leur conservation sur le territoire de l'Ukraine jusqu'à la libération de la Crimée occupée,,,,,,,,,.
Le 21 août, le directeur du musée central de Tauride, Andriy Malyhine, évoque la possibilité de laisser les pièces de l'exposition aux Pays-Bas. L'absence des directeurs des musées de Crimée à l'audience est relevée dans la presse, en même temps que leur intention de faire appel en cas de perte du procès,,,,,,. Le 24 septembre, le tribunal décide de prolonger au 21 octobre le délai de réponse donné aux musées de Crimée, précédemment fixé au 23 septembre.

### Arrêt du tribunal de district d'Amsterdam
Le 14 décembre 2016, le tribunal de district d'Amsterdam arrête que la collection, composée de 565 pièces, doit être restituée à l'Ukraine et non aux musées de Crimée. Avec cette décision, il reconnaît que toutes les pièces de musée incluses dans l'exposition font partie du fonds des musées d'Ukraine et doivent être restituées à l'État ukrainien. Les musées de Crimée annoncent faire appel de la décision,,,,. À cette date, l'Ukraine a déjà dû rembourser 111 000 euros au musée néerlandais pour le stockage forcé de la collection. Le ministre ukrainien de la Justice, Pavlo Petrenko, explique que le processus de transfert des trésors pourrait durer assez longtemps et s'achever fin 2017.

### Arrêt de la cour d'appel d'Amsterdam
Le 26 octobre 2021, la cour d'appel d'Amsterdam confirme que la collection appartient à l'Ukraine et doit être restituée à l'État ukrainien. L'arrêt prévoit que les pièces soient transférées au musée national de l'histoire de l'Ukraine, à Kiev, jusqu'à ce que la situation en Crimée se stabilise. « Bien que les collections des musées proviennent de Crimée et puissent, en ce sens, être considérées également comme le patrimoine de la Crimée, elles font partie du patrimoine culturel de l'Ukraine, puisque cette dernière existe en tant qu'État indépendant depuis 1991 », indique la décision du tribunal. Les parties ont la possibilité de se pourvoir en cassation devant la Cour suprême des Pays-Bas,.
Le 27 janvier 2023, est publié l'avis du conseiller de la Cour suprême Paul Vlas concernant cette affaire.

### Arrêt de la Cour suprême des Pays-Bas
Le 9 juin 2023, la Cour suprême des Pays-Bas confirme la décision rendue en faveur de l'Ukraine par la cour d'appel d'Amsterdam en octobre 2021, rejetant le pourvoi en cassation des musées de Crimée,,. Les collections doivent être transférées du musée Allard-Pierson au musée national de l'histoire de l'Ukraine,.
Le 16 novembre, le ministère ukrainien de la Culture annonce le retour de l'« or des Scythes » dans un avenir proche.
Le 22 novembre 2023, les Pays-Bas font savoir qu’ils ont annulé la dette ukrainienne pour le stockage des collections et que celles-ci se trouveront bientôt en Ukraine.

### Restitution à l'Ukraine
Le 27 novembre 2023, il est annoncé que les objets provenant des quatre musées de Crimée sont retournés en Ukraine,. Arrivés d'Amsterdam par camion climatisé, ils sont présentés aux médias le lendemain, dans le cadre du trésor du musée national de l'histoire de l'Ukraine, en présence du ministre de la Culture et de la Politique de l'Information par intérim, Rostyslav Karandieïev (uk), et d'autres hauts responsables ukrainiens, ainsi que de l'ambassadeur des Pays-Bas à Kiev (de).
Depuis lors, l'« or des Scythes » est resté à Kiev, où le musée national de l'histoire de l'Ukraine prévoit de le conserver jusqu'au retour de la Crimée sous contrôle ukrainien.

## Réactions
(mai 2024).

### Réactions ukrainiennes

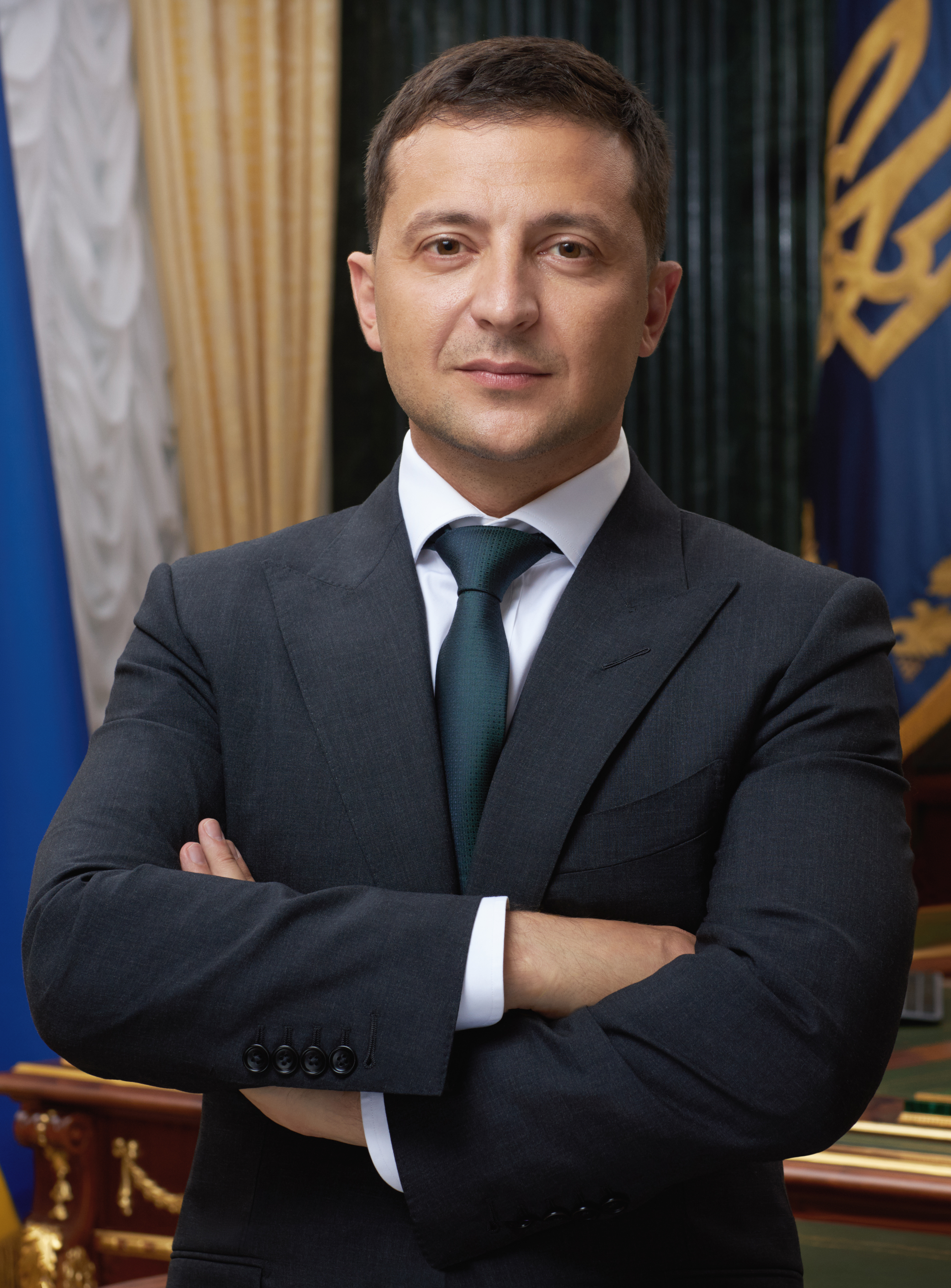
Volodymyr Zelensky en 2019.

Les autorités ukrainiennes ont attribué une haute valeur symbolique aux décisions de la justice néerlandaise en leur faveur. Le président Volodymyr Zelensky a ainsi déclaré après l'arrêt de la cour d'appel : 

« La victoire tant attendue de l'Ukraine devant le tribunal d'Amsterdam ! L'« or des Scythes » reviendra en Ukraine. Nous reprenons toujours ce qui nous appartient. Nous reprendrons d'abord l'or scythe, puis la Crimée. »

Pour le gouvernement ukrainien qui, depuis l'invasion de 2022, a accusé les forces russes de viser les sites culturels et de piller les musées — et en particulier la collection d'or scythe du musée de Melitopol —, les Scythes sont devenus l'enjeu d'une bataille mémorielle. Au retour des pièces à Kiev, le ministre de la Culture par intérim, Rostyslav Karandieïev, a ainsi précisé : 

« Aujourd'hui, il est très important pour nous de préserver et de protéger notre histoire, nos traditions et notre patrimoine historique. C'est pour cela que nous luttons sur le champ de bataille. Pour notre identité et notre liberté. »

### Réactions russes
À l'opposé, les autorités russes ont contesté les jugements des tribunaux néerlandais, les estimant « politiquement motivés »,. Alexandre Molotov, membre de la délégation permanente de Crimée auprès du président de la fédération de Russie, a ainsi commenté l'arrêt de la cour d'appel : 

« L'entrée en vigueur de cette décision constituerait une violation flagrante du droit du peuple de Crimée à accéder à son propre patrimoine culturel, qui était garanti par un certain nombre d'actes juridiques internationaux. »

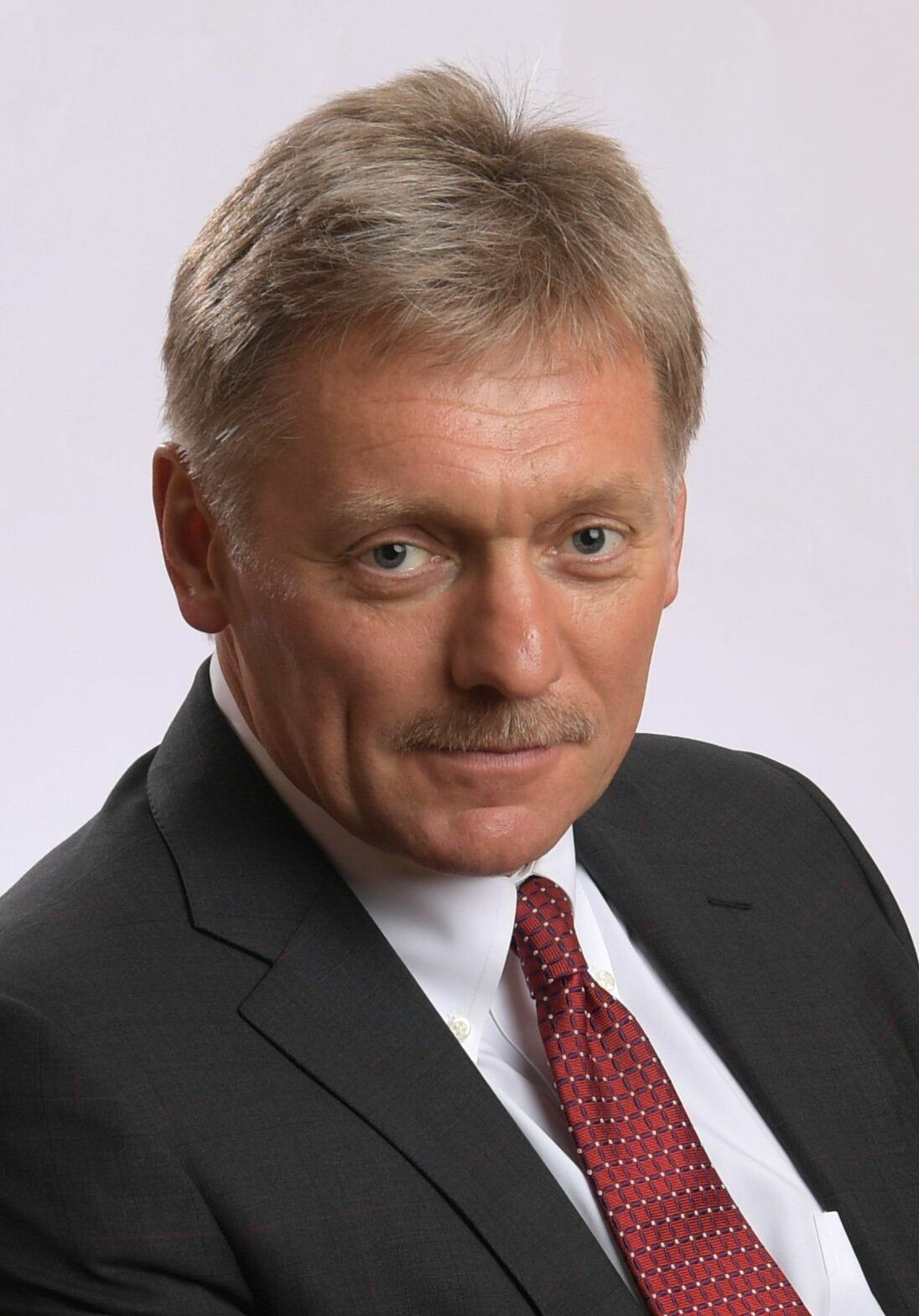
Dmitri Peskov en 2018.

Le retour effectif de « l'or des Scythes » en Ukraine a laissé inchangée la position russe, réaffirmée par le porte-parole de la présidence Dmitri Peskov, selon laquelle la collection « appartient à la Crimée et devrait s'y trouver »,.

### Réactions néerlandaises
Lors de la présentation des pièces après leur restitution, Jennes de Mol (en), ambassadeur extraordinaire et plénipotentiaire du royaume des Pays-Bas en Ukraine, a déclaré :

« En tant que représentant des Pays-Bas, je voudrais noter fièrement les signes que ce retour donne également de l'indépendance du système judiciaire néerlandais, qui a passé de lourdes épreuves. La Cour suprême des Pays-Bas a conclu que l'Ukraine avait un intérêt légitime à protéger son patrimoine culturel. En tant qu'archéologue de formation, j'espère que dans un avenir proche, les œuvres pourront être retournées à la Crimée libérée. Qu'il soit clair pour tout le monde que la Crimée, c'est l'Ukraine ! »

Se félicitant également de la restitution des pièces et de la « clarté » finalement apportée à l'affaire, le directeur du musée Allard-Pierson, Els van der Plas, a ainsi conclu : 

« Il s'agit d'un cas particulier dans lequel le patrimoine culturel est devenu victime des évolutions géopolitiques. »

## Cas similaire
L'affaire a pu être rapprochée du cas de la collection Morozov, prêtée par la Russie à la fondation Louis-Vuitton de Paris : en 2022, l'un de ses tableaux, venu d'Ukraine, y a été retourné.